# Tino (Insel)

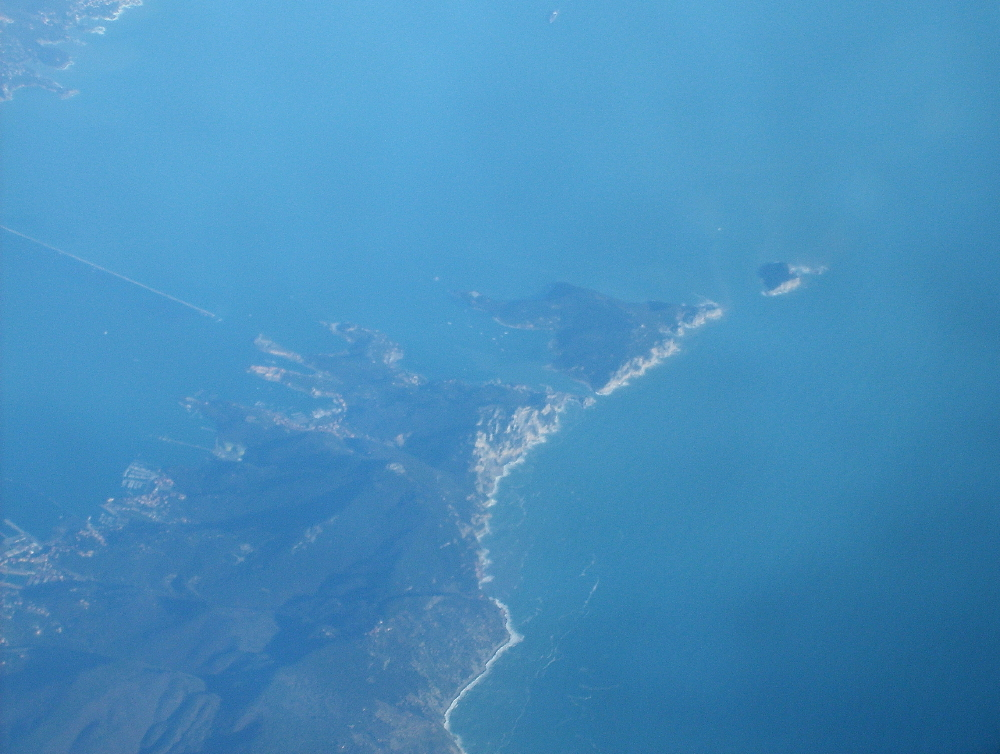
Palmaria und Tino aus der Luft

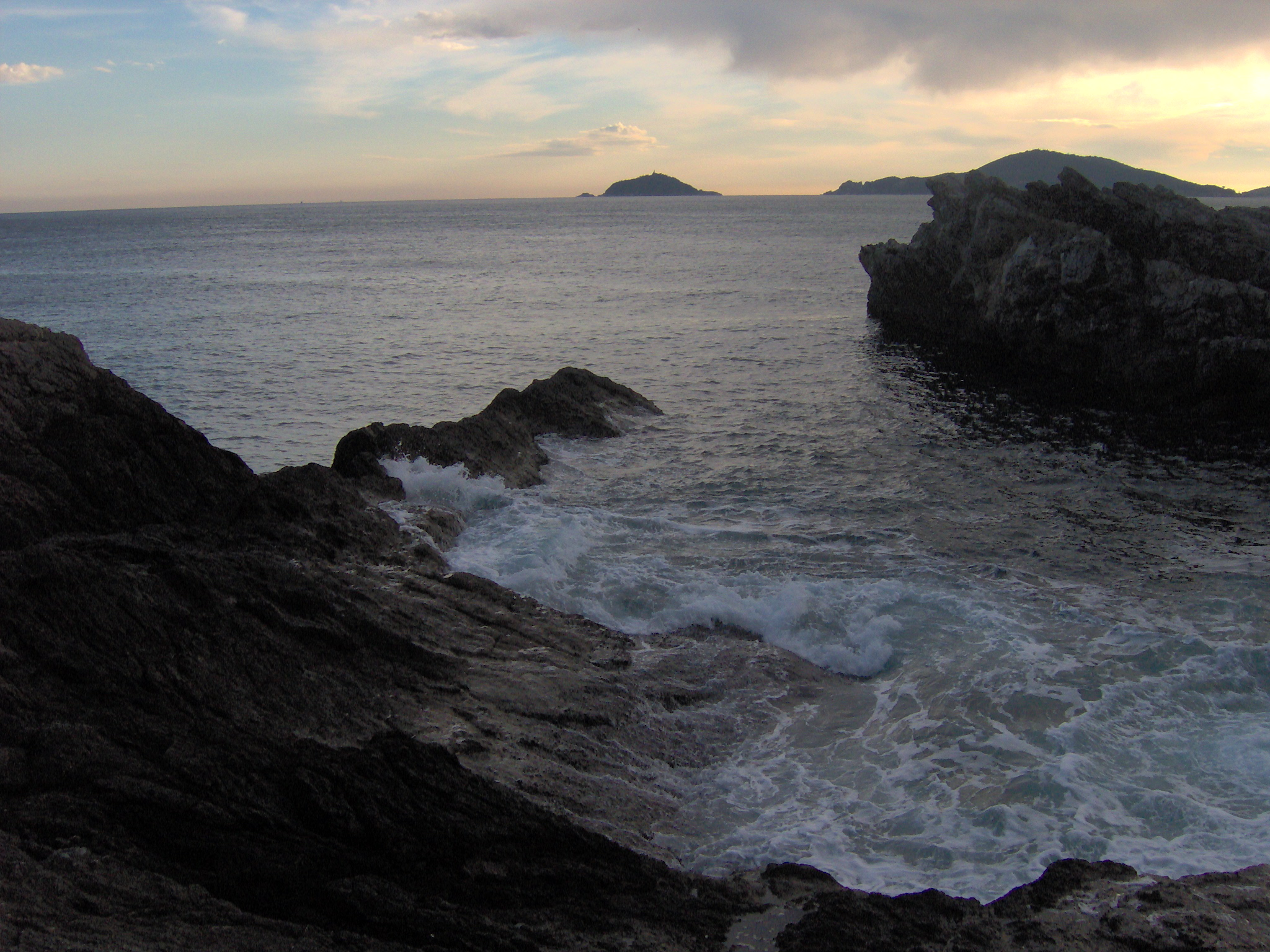
Tino, fotografiert vom Küstenort Tellaro bei Lerici

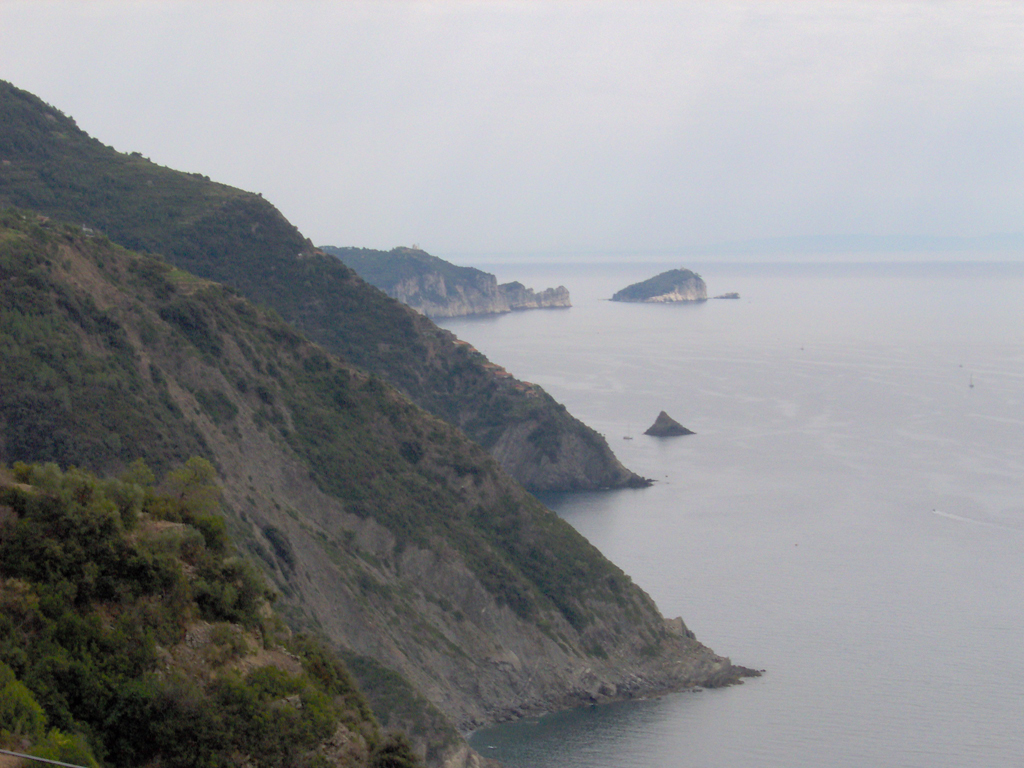
Tino und Tinetto, Blick von Nordwesten

Tino ist eine italienische Insel im Ligurischen Meer. Sie liegt am südwestlichen Eingang des Golfes von La Spezia und gehört zur Gemeinde Porto Venere in der Provinz La Spezia, Region Ligurien.

## Geografie
Tino hat eine Fläche von 12,7 ha. Sie bildet mit der deutlich größeren Insel Palmaria im Norden und dem Inselchen Tinetto im Süden die Verlängerung der Halbinsel, die den Golf von La Spezia (auch Golfo dei Poeti) vom Mittelmeer abschirmt und mit dem Monte Santa Croce bis auf 543 m ansteigt. Die drei Inseln sind Teil der Kulturlandschaft Portovenere und Cinque Terre, die 1997 zum UNESCO-Welterbe ernannt wurde.

## Geschichte
Der auf Palmaria geborene Heilige Venerius lebte bis zu seinem Tod 630 auf der Insel als Einsiedler. Er gilt als Patron der Schiffslotsen und des Golfs von La Spezia, da er laut Legende auf der Insel Leuchtfeuer für die La Spezia anfahrenden Boote entzündet haben soll. Über der mutmaßlichen Stelle seines Todes an der Nordküste der Insel wurde noch im 7. Jahrhundert eine kleine Kapelle errichtet, die im 11. Jahrhundert zu einem Kloster ausgebaut wurde. Auf dem höchsten Punkt der pinienbestandenen Insel (99 m s.l.m.) steht ein 1884 anstelle eines klassizistischen Vorgängerbaus von 1840 errichteter Leuchtturm, der seit 1985 vollautomatisch betrieben wird. Ein kleines Museum daneben informiert über den Heiligen Venerius.

## Tino heute
Die gesamte Insel ist militärisches Sperrgebiet und wird vom Comando di Zona Fari („Kommando der Leuchtturmzonen“) der Italienischen Marine verwaltet. Sie darf weder betreten noch mit Booten angefahren werden. Nur anlässlich des Fests des Heiligen Venerius am 13. September ist sie der Öffentlichkeit zugänglich. An diesem Tag wird sie von La Spezia mit Ausflugsbooten angefahren und bildet ein beliebtes Ausflugsziel der Bewohner des nahen Festlands. Nach einer Pilgermesse in der ehemaligen Abteikirche wird bei dem Museum ein Festessen abgehalten; an dem Tag können Postkarten von der Insel versandt werden, deren Poststempel ein beliebtes Sammlerobjekt unter Briefmarkensammlern ist.